# Jean Bosco Kazura
Pour les articles homonymes, voir Kazura.
Jean Bosco Kazura, né en 1963 au Rwanda[réf. nécessaire] ou au Burundi, est un général rwandais. Après une forte implication durant la guerre civile rwandaise, il devient président de la fédération rwandaise de football. Il demeure toujours au sein de l'armée rwandaise, et est nommé en 2013 à la tête de la MINUSMA par l'ONU. En novembre 2019, Kazura est nommé chef d'état-major de l'armée rwandaise.

## Biographie

### Premières années
Jean Bosco Kazura est né en 1963 au Rwanda dans une famille tutsie ; son prénom est une référence au prêtre italien Jean Bosco. Après l'exil de sa famille au Burundi, il y fait sa scolarité. Il est licencié en anglais et en sciences humaines, ainsi qu'en droit. Il parle couramment français, anglais et kinyarwanda.
Il est diplômé lors de ses études militaires au sein de l'école militaire de Lusaka en Zambie en 1998, puis d'Abuja au Nigeria en 2001.

### Carrière militaire
Il revient en 1990 au Rwanda, pour prendre le maquis. Il rejoint début 1992 le Front patriotique rwandais, où il est chargé de récolter des informations, notamment en restant à l'écoute de Radio France internationale. C'est par de média qu'il apprend la destruction de l'avion du président Juvénal Habyarimana, le 6 avril 1994. Il prend le rôle de traducteur-interprète attitré pour Paul Kagame, après l'assassinat du lieutenant Rwagasana, d'origine hutue.
Il est impliqué dans l'offensive militaire lancée par le Front patriotique rwandais, et qui met un terme au génocide des Tutsis en 1994.
Il occupe par la suite diverses fonctions au sein de l'armée rwandaise, agissant successivement comme général de brigade puis de division entre 1998 et 2003, jusqu'à celle de chef d'état-major au quartier général des forces armées rwandaises à Kigali, entre octobre 2010 et 2013 — mission J3 selon la nomenclature OTAN — en passant par le rôle de responsable de l'entraînement de l'armée à l'occasion d'une réorganisation à la tête de l'armée entre avril 2010 et décembre 2011,. Il sert comme commandant adjoint de la force de maintien de la paix de l'Union africaine au Darfour. Il est conseiller militaire auprès de Paul Kagame entre 2009 et 2010.
En juin 2013, le major-général Kazura est nommé à la tête de la MINUSMA par l'ONU. Il a été préféré à Oumar Bikimo, général tchadien et commandant des forces tchadiennes engagées au sein de la MISMA, car jugé politiquement plus neutre pour une action au Mali ; ceci a entraîné des déclarations négatives côté tchadien, l'ambassadeur menaçant de retirer ses troupes. De même, la nomination du Kazura à la tête de la MINUSMA, en l'absence de troupes rwandaises, entraîne l'ire d'Abuja et le retrait des troupes nigérianes de la coalition, un mois après cette annonce. Autre point, la nomination d'un Rwandais a surpris certains observateurs, du fait des soupçons pesant sur l'armée rwandaise, qui en particulier soutiendrait la rébellion du M23 dans le Kivu du Nord en République démocratique du Congo.
Il entre en fonction le 1er juillet, selon la résolution 2100 du Conseil de sécurité des Nations unies, prenant le relai de la MISMA. Il doit alors coopérer avec le Français commandant de la force Serval, le général Grégoire de Saint-Quentin ; le contact est parfois jugé difficile entre les deux hommes par la presse, du fait qu'ils ont tous deux combattu lors de la guerre civile rwandaise, l'un comme conseiller technique de l'armée nationale rwandaise au service du régime génocidaire hutu, l'autre au sein du FPR,.
Début décembre 2014, Kazura quitte ses fonctions de chef militaire de la MINUSMA.
En novembre 2019, Kazura devient chef d'état-major de l'armée rwandaise en remplacement de Patrick Nyamvumba.

### Manageur sportif
En février 2006, Kazura est élu à l'unanimité président de la fédération rwandaise de football amateur.
Lors de son premier mandat, il assura la réussite de l'organisation de la Coupe d'Afrique des nations junior 2009. Après quatre ans, en l'absence de challengeur, il reste en poste en 2010. Kazura démissionne de son poste de président de FERWAFA en septembre 2011.

## Controverses

### Relations avec l'opposition rwandaise
En 2009, Jean Bosco Kazura est inquiété dans le cadre de l'enquête sur la tentative de coup d'État fomentée contre le régime de Paul Kagame. Il est démis des fonctions qu'il occupe alors, à savoir celles de conseiller spécial du président.
En juin 2010, il part pour l'Afrique du Sud afin d'assister à la Coupe du Monde. Néanmoins, n'étant pas parvenu à obtenir les autorisations nécessaires de la part de sa hiérarchie militaire, il est rappelé et arrêté dès son retour sur le sol rwandais,. Kazura a passé plus d'un mois en détention, avant d'être disculpé et relâché, après avoir présenté ses excuses.
Un porte-parole de l'armée a démenti tout lien entre cette arrestation et les allégations au sujet de supposés contacts entre Kazura et deux anciens officiers rwandais en exil en Afrique du Sud, l'ancien chef d'état-major le lieutenant-général Faustin Kayumba Nyamwasa et l'ancien chef du renseignement Patrick Karegeya, tous deux opposants au régime de Paul Kagame. D'autres sources accusent Kazura d'avoir été à la tête d'un complot visant à assassiner ce même Nymawasa, sur ordre de Kigali, son arrestation n'étant qu'un leurre.

### Rôle lors de la guerre civile rwandaise
Le journal Foreign Policy, en décembre 2013, interroge le rôle de Jean Bosco Kazura lors de la guerre civile consécutive au génocide des Tutsis. Selon le journal, celui-ci est l'auteur de crimes de guerre durant la phase finale du conflit, agissant comme commandant d'escadrons de la mort, sous le commandement de Patrick Nyamvumba, en compagnie de John Birasa et d'Emmanuel Butera. Le « bataillon Oscar », avec Kazura à sa tête, est chargé de ratisser les campagnes des préfectures de Byumba et Kibungo. Selon certains témoignages, Kazura a organisé et assisté en juin-juillet 1994 à des tueries de civils hutus à Nasho, Rutonde, Rwanteru, ainsi qu'à des opérations d'épuration de l'administration en 1995 et 1996, les accusations portant même sur une implication personnelle dans l'assassinat et l'incinération des corps. Malgré un porter à connaissance auprès des Nations unies de ces accusations, Jean Bosco Kazura a été confirmé dans son poste de commandant de la MINUSMA.